# Гусаков Пилип Миколайович
Пилип Миколайович Гусаков (нар. Воловодівка, 11 жовтня 1873 —?) — державний діяч періоду українських визвольних змагань.

## Біографія
Пилип Гусаков народився 11 жовтня 1873 року в купецькій православній родині у селі Воловодівка, Брацлавського повіту, Подільської губернії. Батько — Гусаков (Гусак) Микола Арсенійович, землевласник, син купця другої гільдії. Мати — Гусакова (Полонська) Феодотія Яківна, дочка заможного селянина з містечка Монастирище, Липовецького повіту, Київської губернії.
Навчався в Немирівській чоловічій гімназії. Військову освіту здобув у Єлисатградському кавалерійському училищі.
Службу розпочав 5 листопада 1891 року в Охтирському гусарському полку. Станом на 1 січня 1909 року — штабс-ротмістр. З січня 1911 р. до середини 1918 р. служив в установах Державного кіннозаводства. У різні часи займав посади управляючого Волинською, Вологодською, Смоленською заводською конюшнями, штаб-офіцером при Головному управлінні державного кіннозаводства, представником Державного кіннозаводства на Північному, Південно-Західному і Західному фронтах. Звільнився з військової служби 18 березня 1918 р. у чині підполковника.
29 травня 1918 року призначається Вінницьким повітовим старостою Української Держави. Подільським губернським старостою в цей час був Кисельов Сергій Іванович.
З перших днів діяльності Гусаков прагнув стабілізувати ситуацію в повіті шляхом посилення контролю над життям громадян, відновлення права приватної власності, обеззброєння населення. Гусаков поділяв консервативні погляди, прагнув до встановлення порядку. Він виступав проти ідей «народовладдя і виборного начала», і не приховував своїх проросійських симпатій та українофобії.
Місцева влада вживала усіх можливих заходів для боротьби зі спекуляцією продуктами харчування та предметами першої необхідності. З цією метою у Вінниці 18 липня 1918 р. була створена Тимчасова комісія для боротьби зі спекуляцією під головуванням вінницького повітового старости П. М. Гусакова.
Легальне відновлення майнових прав поміщиків через земельно-ліквідаційну комісію, яку у повіті очолював Гусаков, почалося у серпні-вересні 1918 р. Ці дії супроводжувалися повстанням селян в деяких селах у серпні 1918 р.
Гетьманська влада зустріла опір широкого спектру політичних сил в Україні — від російських монархістів до більшовиків. Діями Гусакова були незадоволені як українські соціал-демократи, які становили більшість у колегіальних органах, так і деякі із соратників, такі, наприклад, як генерал Петро Єрошевич, командир 2-го Подільського корпусу Армії Української Держави.
19 листопада 1918 року антигетьманське постання докотилося і до Вінниці. Генерал Єрошевич із повстанцями не воював. При спробі арешту Гусаков відстрілювався із особистої зброї, але після застосування гранат був все-таки заарештований. Подальша його доля невідома.